# 马萨诸塞州同性婚姻

虹色马萨诸塞地图

美国马萨诸塞州内的同性婚姻于2004年5月17日被正式合法化。
马萨诸塞州最高法院在古德里奇诉公共卫生部一案中判定州政府只允许异性伴侣结婚而禁止同性婚姻的作法违反了马州宪法。该判决使马萨诸塞州成为世界上第六个承认同性婚姻的辖区，也是美国境内第一个将同性婚姻合法化的州份。

## 历史
2003年11月18日，马萨诸塞州最高法院的7位法官在古德里奇诉公共卫生部一案中，以4比3的票数判定州政府并没有足够的理由禁止同性婚姻，现行的婚姻法案违法了该州宪法中关于自由与平等的条款。但是法院并没有直接废除马州婚姻法，而是给予州议会180天的时间，修改现行法案。2004年5月17日，一直对同性婚姻持反对态度的马州州长米特·罗姆尼（美国共和党）责令政府官员开始向同性伴侣派发结婚证书。

## 修宪
同性婚姻合法化的反对者希望通过修改宪法来推翻州法院的判决。最近一次的修宪尝试是在2007年6月14日，该提案被议会否决。

## 经济效应
2008年，洛杉矶加利福尼亚大学在一份分析报告指出，麻州政府若允许麻州以外的同性伴侣前來麻州结婚，可在三年时间内得到一亿一千一百万美元的經濟成長。同时，政府的税收将在三年时间内增加五百一十万美元。

## 时间表
- 2002年5月7日，马萨诸塞州州级地方法院法官判定禁止同性婚姻并不违宪。
- 2003年11月18日，马萨诸塞州最高法院判定禁止同性婚姻违法了该州宪法中关于自由与平等的条款。
- 2004年5月17日，马萨诸塞州政府正式开始派发结婚证书。
- 2007年6月14日，试图修改马萨诸塞州宪法的提案被议会以132比61票否决。